# Forever Remain
Forever Remain è il primo VHS del gruppo gothic rock britannico Fields of the Nephilim, pubblicato dalla Situation Two/Beggars Banquet nel 1988.
Nel 2002 è stato incluso in unico disco antologico intitolato Revelations - Forever Remain - Visionary Heads.

## Il video
Fu filmato durante qualche data tenuta al The Town And Country Club di Londra nel maggio del 1988. Probabilmente, queste performance servirono per promuovere il singolo Moonchild uscito in quei giorni e, per presentare le canzoni contenute nel secondo disco The Nephilim al pubblico.

## Tracce
Testi a cura di Carl McCoy, musiche dei The Nephilim.
1. Intro – 0:13
2. Endemoniada – 6:02
3. Reanimator – 3:00
4. Dust – 3:45
5. Love Under Will – 6:09
6. Trees Come Down – 3:24
7. Moonchild – 3:46
8. The Watchman – 5:01
9. Last Exit for the Lost – 8:03
10. Chord of Souls – 5:00
11. Preacher Man – 5:26
12. Dawnrazor – 11:22
13. The Sequel – 3:38
14. Phobia – 2:38
15. Laura – 4:05
16. Credits – 0:59

## Formazione
- Carl McCoy – voce
- Peter Yates – chitarra
- Paul Wright – chitarra
- Tony Pettitt – basso
- Alexander "Nod" Wright – batteria